# I-League
I-League este primul eșalon din sistemul competițional fotbalistic din India. Acesta a înlocuit vechea ligă națională de fotbal care a durat 11 sezoane. Primul meci a fost jucat între Dempo SC și Salgaocar SC și s-a terminat cu scorul de 3-0.  

## Televizare
Zee Sports și TEN Sports sunt partenerii media ai I-League din sezonul 2007-08. Zee Sports a plătit 70 milioane $ pentru drepturile de difuzare pe 10 ani. 

## Echipele sezoului 2010-2011
| Club                  | Oraș/Stat           | Stadion                                     | Locuri  |
| --------------------- | ------------------- | ------------------------------------------- | ------- |
| Air-India             | Mumbai              | Cooperage Ground, Mumbai                    | 12.000  |
| Chirag United SC      | Kolkata             | Salt Lake Stadium, Kolkata                  | 120.000 |
| Churchill Brothers SC | Goa                 | Fatorda Stadium, Margao                     | 35.000  |
| Dempo SC              | Goa                 | Fatorda Stadium, Margao                     | 35.000  |
| East Bengal Club      | Kolkata             | Salt Lake Stadium, Kolkata                  | 120.000 |
| HAL                   | Bangalore           | Bangalore Stadium, Bangalore                | 15.000  |
| JCT FC                | Phagwara            | Guru Nanak Dev Stadium, Ludhiana            | 12.000  |
| Mohun Bagan           | Kolkata             | Salt Lake Stadium, Kolkata                  | 120.000 |
| Mumbai FC             | Mumbai              | Cooperage Ground, Mumbai                    | 12.000  |
| ONGC FC               | Mumbai, Maharashtra | Cooperage Ground, Mumbai, Maharashtra       | 12.000  |
| Pune FC               | Pune                | Shree Shiv Chhatrapati Sports Complex, Pune | 70.000  |
| Salgaocar SC Goa      | Goa                 | Fatorda Stadium, Margao                     | 35.000  |
| Viva Kerala           | Calicut             | Municipal Corporation Stadium, Calicut      | 53.000  |

## Campioane
| An      | Club                  | J  | V  | E | Î | GP | GÎ | Pct. |
| ------- | --------------------- | -- | -- | - | - | -- | -- | ---- |
| 2007-08 | Dempo SC              | 18 | 10 | 6 | 2 | 35 | 13 | 36   |
| 2008-09 | Churchill Brothers SC | 22 | 13 | 7 | 2 | 53 | 23 | 46   |
| 2009-10 | Dempo SC              | 26 | 16 | 6 | 4 | 54 | 31 | 54   |

## Golgeteri all-time
| Loc | Jucător             | Goluri |
| --- | ------------------- | ------ |
| 1   | Odafe Onyeka Okolie | 64     |
| 2   | Ranty Martins       | 42     |
| 3   | Felix Chimaokwu     | 29     |
| 4   | Yusif Yakubu        | 27     |
| 5   | Chidi Edeh          | 26     |
| 6   | Junior Obagbemiro   | 25     |
| 7   | Sunil Chhetri       | 24     |
| 8   | Barreto             | 24     |
| 9   | Baichung Bhutia     | 22     |
| 10  | Muritala Ali        | 22     |